# Диана Стоянова
Диана Георгиева Стоянова е български автомобилен състезател, шампион в Дамския шампионат на България за 2007, 2008, 2009 г. Състезава се с автомобил Honda Civic Type-R. Тя е вицешампион в Планинския шампионат за 2007, 2008 и 2013 г.
Участва в състезания както в България, така и в Гърция и Македония.
В началото на сезон 2016 г. Диана създава дамски екипаж заедно с Иванела Иванова, които участват в рали шампионата на България.
През 2018 г. дамският екипаж постига първо място на Рали „България“ 2018 г. в клас RC3 с Honda Civic Type-R, трето място в клас за автомобили с предно предаване (2WD) и четвърто място в генералното класиране за състезанието.

## Биография
Родена е на 19 август 1986 г. в Благоевград, в семейството на Георги и Олга Стоянови.
Висшето си образование завършва в Национална спортна академия (НСА) със специалност автомобилизъм, мотоциклетизъм и картинг спорт.

## Кариера
Своята спортна кариера започва през 2006 г. в Националния дамски шампионат с автомобил Zastava Yugo. Стартира в Планинския шампионат през 2007 наравно с мъжете.
През 2008 г. отново участва в планинския шампионат, но този път зад волана на Opel Corsa като завършва на 2-ра позиция в класа си.
През 2010 г. СК „ДИАМО“ закупува напълно подготвен състезателен автомобил Citroen Saxo, с който Диана, в тандем със своята сестра Моника Стоянова започват участия в Българския рали шампионат. След кратка пауза в планинския шампионат, през 2016 г. Диана се завръща по-подготвена и мотивирана в рали шампионата на България, като сформира отново дамски екипаж, но този път на дясната седалка до нея е Иванела Иванова.
Сезон 2018 клубът сменя досегашния автомобил Citroen Saxo с нов и по-бърз – Honda Civic Type-R. Диана и Иванела участват в целия шампионат на България, като в крайното годишно класиране се поздравяват с второ място в клас RC3.

## Награди и постижения
| Година | Постижение | Класиране                                             | Държава | Автомобил                                               |
| ------ | --- | ----------------------------------------------------- | ------- | ------------------------------------------------------- |
| 2007   | Дамско приложно рали (гр. Скопие) Дамски приложен рали шампионат                                                                     | Първо място Второ място                               |         | Zastava Yugo Клас 2                                     |
| 2008   | Дамски приложен рали шампионат Български планински шампионат                                                                         | Второ място Трето място                               |         | Citroen Saxo, Клас 2 Opel Corsa, RC5                    |
| 2009   | Дамски приложен рали шампионат | Първо място                                           |         | Citroen Saxo Клас 2                                     |
| 2010   | Дамски приложен рали шампионат Български планински шампионат Македонски планински шампионат Рали-спринт „Серес“ Планинско „Портария“ | Първо място Второ място Трето място                   |         | Citroen Saxo RC5                                        |
| 2011   | Планинско „Благоевград“ Рали „Хеброс“                                                                                                | Първо място Четвърто място                            |         | Citroen Saxo RC5                                        |
| 2012   | Рали-спринт „Волос“ Еко рали „Сърбия“                                                                                                | Второ място Четвърто място                            |         | Citroen Saxo, RC5 Honda Civic, Клас Икономично шофиране |
| 2013   | Планинско „Благоевград“ Планинско „Панагюрище“ Планинско „Осогово“ Планинско „Водно“ Рали-спринт „Алмирос“                           | Първо място Първо място Второ място                   |         | Citroen Saxo RC5                                        |
| 2014   | Планинско „Благоевград“ V1 Challenge Bulgaria                                                                                        | Второ място Трето място                               |         | Citroen Saxo, RC5 Volki car                             |
| 2015   | Планинско „Благоевград“ Планинско „Осогово“,                                                                                         | Първо място Първо място                               |         | Citroen Saxo RC5                                        |
| 2016   | Български рали шампионат /победа на рали „Сърбия“/                                                                                   | Първо място                                           |         | Citroen Saxo RC5                                        |
| 2017   | Рали „България“, Дамска рали купа | Първо място                                           |         | Citroen Saxo RC5                                        |
| 2018   | Рали „Твърдица“ Рали „Сливен“ Рали „Сърбия“ Рали „България“                                                                          | Четвърто място Четвърто място Второ място Първо място |         | Honda Civic Type-R RC3                                  |
|        | Български рали шампионат /годишно класиране/                                                                                         | Второ място                                           |         | Honda Civic Type-R RC3                                  |

## Състезателен автомобил
Honda Civic Type-R, клас RC3 
Citroen Saxo VTS, клас RC5

## Извън автомобилния спорт
Извън автомобилния спорт, Диана работи в автосервиз, който е и семейният бизнес на фамилия Стоянови в Благоевград. Цял живот е заобиколена от коли, части, инструменти, гуми и масла, но това нея по никакъв начин не я притеснява.